# 普罗丰德维尔
普罗丰德维尔（法語：Profondeville，法語發音：[pʁɔfɔ̃dvil]）是比利时瓦隆大区那慕爾省那慕爾區的一个市镇，通行法语，是比利时法语社群的一部分，面积50.34平方千米，人口12,204人（2018年1月1日）。